# Blanc Seau
Blanc Seau is een wijk in de Franse stad Tourcoing in het Noorderdepartement. De wijk ligt in het zuiden van de stad, in een zuidelijke uitloper van het grondgebied tussen de gemeenten Mouvaux, Wasquehal, Croix en Roubaix. Door Blanc Seau loopt het Canal de Roubaix.

## Geschiedenis
Reeds op het eind van de 13de eeuw verscheen de naam op de kaart van de stad. Halverwege de 19de was de wijk op zoek naar een eigenheid. In 1841 wou men zich immers losmaken van Tourcoing en aansluiten bij de gemeente Mouvaux. Mouvaux weigerde echter de aansluiting van de arme wijk. In 1846 en 1857 diende Blanc Seau tevergeefs een aanvraag in om helemaal zelfstandig te worden. In 1867 wou men zich aansluiten bij Roubaix, maar ook dit ging niet door. In de tweede helft van die eeuw werd ook de parochiekerk, de Église Saint-Eloi, gebouwd.

## Bezienswaardigheden
- de Église Saint-Eloi, de parochiekerk in het zuiden van de wijk.
- de Église Saint-Jean l'Évangéliste, een parochiekerk in het noorden van de wijk, gewijd aan Sint-Jan Evangelist.
- de Begraafplaats van Blanc Seau, een kleine stedelijke begraafplaats, geopend in 1849.

Belencontre · Blanche Porte · Blanc Seau · Bourgogne · Brun Pain · Clinquet · Croix Rouge · Egalité · Épidème · Fin de la Guerre · Flocon · Francs · Gambetta · Malcense · Marlière · Orions · Phalempins · Pont de Neuville · Pont Rompu · Virolois

Lijst van Franse gemeenten · Arrondissement Rijsel · Noorderdepartement · Hauts-de-France